# Javornik (Kroatië)
Javornik is een plaats in de gemeente Dvor in de Kroatische provincie Sisak-Moslavina. De plaats telt 96 inwoners (2001).